# Затока Олександри
Затока Олександри (рос. залив Александры) — затока Охотського моря на захід від Сахалінської затоки між мисом Олександра (54°17′19.54″ пн. ш. 139°47′3.52″ сх. д. / 54.2887611° пн. ш. 139.7843111° сх. д.) та за 66 км від нього на захід мисом Мухтеля (54°18′4.68″ пн. ш. 138°44′51.29″ сх. д. / 54.3013000° пн. ш. 138.7475806° сх. д.). Відкрита з півночі. Територія Тугуро-Чуміканського району Хабаровського краю Російської Федерації. Описана у 1849 році офіцерами військового транспорту «Байкал» під командуванням капітан-лейтенанта Геннадія Невельського.
Береги затоки складаються із двох майже рівних за довжиною частин: східної гористої і західної низинної. Гірські ланцюги висотою до 700 м місцями простягаються вздовж берегу, а місцями підходять майже перпендикулярно до берегової лінії. Тому берег має вигляд суцільного осипного обриву значної висоти або ж являє собою вузькі гірські долини, якими протікають струмки і річки, що впадають в затоку. Глибини — до 45 м. На березі знаходиться озеро Мухтеля (54°9′58″ пн. ш. 139°6′59″ сх. д. / 54.16611° пн. ш. 139.11639° сх. д.), що відокремлене від моря вузькою косою Гілин. З морем озеро з'єднано протокою Дапту довжиною 5,7 км.